# Unchehara
Unchehara is een nagar panchayat (plaats) in het district Satna van de Indiase staat Madhya Pradesh. 

## Demografie
Volgens de Indiase volkstelling van 2001 wonen er 16.662 mensen in Unchehara, waarvan 52% mannelijk en 48% vrouwelijk is. De plaats heeft een alfabetiseringsgraad van 65%. 